# دائرة الإفتاء العام (الأردن)
دائرة الإفتاء العام الأردنية، تأسست عام 1921م، يرأسها حالياً المفتي العام الدكتور أحمد الحسنات خلفا للدكتور عبد الكريم الخصاونة

## تاريخ دائرة الإفتاء
تأُسست دائرة الإفتاء في المملكة الأردنية الهاشمية في عام 1921م. وكانت منذ تأسيسها تعتمد في الفتوى المذهب الحنفي الذي كان معمولاً به في أيام العهد العثماني. كان المفتي يُجيب الناس على أسئلتهم سواءً منها ما يتعلق بالعبادات أو المعاملات أو الأحوال الشخصية، وكان يعيّن إلى جانب كل قاضٍ مفتٍ في المدن الكبيرة والصغيرة، ويستعين القاضي بالمفتي على حل المشكلات الاجتماعية، كما أن المفتي يُحيل إلى القاضي الأمور التي لا تدخل تحت اختصاصه مما يحتاج إلى بينات وشهود.
وبقي الإفتاء على هذا الحال حتى تم تعيين الشيخ حمزة العربي مفتيًا للمملكة سنة 1941. وفي سنة 1966م صدر نظام الأوقاف الإسلامية واشتمل الفصل التاسع منه على تنظيم شؤون الإفتاء، وكان المفتي يرتبط بوزير الأوقاف، ولذا نص النظام على أن المفتي العام يعقد بالاشتراك مع مدير الوعظ والإرشاد اجتماعات دورية للمفتين لتوجيههم وتنظيم أعمالهم؛ وذلك لأن المفتين كانوا يقومون بالوعظ والإرشاد أيضًا.
ونظرًا لظهور أمور جديدة في حياة المواطنين وتعدد المسائل وكثرة المدارس الفقهية فقد اقتضت المصلحة صدور قرار بتشكيل مجلس للإفتاء برئاسة قاضي القضاة، فكان المجلس يجتمع لبحث المسائل التالية: المسائل الجديدة، والمسائل التي تعم المجتمع، والمسائل التي تُحال إلى المفتي من جهة عامة كالوزارات والشركات ونحوها، وأما غيرها من المسائل فكان يجيب عليه مفتي المملكة أو المفتون في المدن والمحافظات.
تطور نظام التنظيم الإداري لوزارة الأوقاف وتطور معه نظام الإفتاء، فتم استحداث دائرة للإفتاء سنة 1986م، لكن بقي المفتي مرتبطًا بوزير الأوقاف والذي قد يكون في بعض الأحيان ليس من ذوي الدراسات الشرعية؛ ولذا ظل قاضي القضاة يرأس مجلس الإفتاء لأن قاضي القضاة لا بد أن يكون مؤهلاً تأهيلاً شرعيًا.

### استقلالها عن وزارة الأوقاف
في عام 2006م صدر قانون يقضي بفصل دائرة الإفتاء العام عن وزارة الأوقاف ، وأصبحت رتبة المفتي تعادل رتبة وزير في الدولة، وبهذا استقل الإفتاء عن أجهزة الدولة الأخرى، وما يزال العمل جاريًا لترتيب شؤون الفتوى ودعمها بالفقهاء والمتخصصين بعلوم الشريعة الإسلامية، بحيث تقسم الواجبات فيما بينهم ويتولى كل قسم رعاية ومعالجة جانب من جوانب حاجات المجتمع.

## مهام وواجبات الدائرة
- الإشراف على شؤون الفتوى في المملكة وتنظيمها.
- إصدار الفتوى في الشؤون العامة والخاصة وفقًا لأحكام هذا القانون.
- إعداد البحوث والدراسات الإسلامية اللازمة في الأمور المهمة والقضايا المستجدة.
- إصدار مجلة علمية دورية متخصصة تعنى بنشر البحوث العلمية المحكَّمة في علوم الشريعة الإسلامية والدراسات المتعلقة بها.
- التعاون مع علماء الشريعة الإسلامية في المملكة وخارجها فيما يتعلق بشؤون الإفتاء.
- تقديم الرأي والمشورة في الأمور التي تعرض عليها من أجهزة الدولة.

## منهج الفتوى لدى دائرة الإفتاء
مسائل الفقه الإسلامي مسائل كثيرة ومتنوعة ومتعلقة بجميع ميادين الحياة وممارسات البشر، وقد ترك لنا علماء الإسلام ثروة هائلة من الأحكام والتشريعات التي تنير حياة الناس بأنوار الحكمة الربانية، وتبني اختياراتها الفقهية والتشريعية على أساس متين من مصادر التشريع المعتبرة، التي هي: الكتاب والسنة والإجماع والقياس والمصالح المرسلة.
وقد استقر هذا التراث الفقهي في أربعة من المذاهب الفقهية المعتبرة: الحنفي والمالكي والشافعي والحنبلي، ووقع الإجماع على اعتمادها واعتبارها طرائق موصلة إلى تحقيق رضوان الله عز وجل، وإلى حفظ مصالح البلاد والعباد.
ولما كانت دائرة الإفتاء العام حلقة من حلقات المسيرة العلمية للحركة الفقهية العامة، اختارت أن تعتمد واحداً من المذاهب الفقهية الأربعة منطلقاً وأساساً للاختيارات الفقهية المفتى بها، كي يتحقق من خلال هذا الاعتماد ما حققته الحركة الفقهية عبر التاريخ الإسلامي كله من فوائد ومصالح عظيمة، من أهمها :
- السلامة بين يدي الله عز وجل في موقف الحساب العظيم، فلا نبدل ولا نغير في دين الله ما لم يأذن به سبحانه.
- تحقيق الوسطية التي هي من قواعد الشريعة الإسلامية، والتي كانت واحدة من ميزات الثروة الفقهية الهائلة.
- السلامة من الأقوال المضطربة والآراء الشاذة التي تسبب الخلل في الحياة الفكرية والعملية.
- تحقيق انضباط الفتوى وتقليل الخلاف -غير النافع- ما أمكن.

مساعدة المفتين على معرفة الأحكام الشرعية بأسهل طريق؛ فالعمر كله يضيق عن المفتي إذا ما أراد أن يجتهد في جميع ما يعرض عليه من مسائل اجتهاداً كاملاً، فكان الأخذ عن الفقهاء السابقين هو الحل الذي لا غنى عنه.

## المفتون في الدائرة

### المفتي العام
| # | الاسم                           | الفترة       |  |
| - | ------------------------------- | ------------ |  |
| 1 | الدكتور سعيد عبد الحفيظ الحجاوي | (1992-2007)  |  |
| 2 | الدكتور نوح علي سلمان القضاة.   | (2007-2010)  |  |
| 3 | الشيخ عبد الكريم الخصاونة.      | (2010-2017)  |  |
| 4 | الدكتور محمد الخلايلة           | (2017- 2019) |  |
| 5 | د.احمد الحسنات                  | 2024 - الان  |  |

- المفتي العام  (2019- )
- الشيخ الدكتور أحمد الحسنات الآن.

## وصلات خارجية
- موقع دائرة الإفتاء الأردنية